# Saison 2009-2010 de l'Olympique de Marseille
Maillots
Chronologie
Saison précédente Saison suivante
La saison 2009-2010 de l'Olympique de Marseille est la soixante-et-unième saison du club marseillais en championnat de France de Ligue 1, l'élite du football français. Cette saison marque la fin d'une période de dix-sept ans sans titre majeur, l'OM remportant son neuvième titre de champion de France professionnel ainsi que sa première Coupe de la Ligue.
Pour la nouvelle saison de Ligue 1 2009-2010, l'Olympique de Marseille vise les deux premières places, synonymes de qualification directe pour la Ligue des champions. Ayant terminé l'exercice précédent à la deuxième place, Marseille fait figure de favoris en compagnie du champion sortant, les Girondins de Bordeaux et du septuple champion lyonnais. L'OM figure tout le long de la saison aux huit premières places mais ne prend la première place qu'à l'issue d'un match en retard en avril comptant pour la quatorzième journée. Les Phocéens ne quittent plus leur première position, restant invaincus jusqu'à l'officialisation de leur titre lors de l'antépénultième journée.
Auparavant, le club atteint son autre objectif, remporter un trophée, en s'imposant en finale de la Coupe de la Ligue face aux Girondins de Bordeaux. En Coupe de France, les Marseillais sortent par contre dès les seizièmes de finale. Sur la scène continentale, les Phocéens atteignent les huitièmes de finale en Ligue Europa, après avoir été éliminé en phase de groupes de la Ligue des champions.
L'équipe est dirigée par Didier Deschamps, qui était le capitaine de l'OM lors de la victoire en Ligue des champions de l'UEFA 1992-1993, dernier titre majeur du club avant cette saison.
Mamadou Niang termine meilleur buteur du championnat avec dix-huit réalisations. Il montre des aptitudes d'attaquant complet capable de marquer du pied droit (11), du pied gauche (5), de la tête (1) mais aussi de la poitrine (1). Son coéquipier Lucho González finit meilleur passeur avec onze passes décisives réalisées durant le championnat, lui aussi montrant des capacités de métronome du jeu olympien et de pourvoyeur de ballon complet (7 passes dans le jeu, 4 sur coup de pied arrêté),.

## Préparation d'avant-saison
Lors de sa première conférence de presse, le nouvel entraineur, Didier Deschamps, a fixé les objectifs du club pour sa première saison : « une qualification directe en Ligue des champions et un titre dans l'une ou l'autre compétition nationale ».
Le groupe olympien pour le stage à Saint-Jean-de-Luz est le suivant :
- Gardiens : Mandanda, Riou, Andrade, Kouakbi
- Défenseurs : Bocaly, M’Bow, Hilton, Rodriguez, Rool, Taiwo, Bonnart, Diawara
- Milieux : Kaboré, Mbia, Cana, Cheyrou, Cissé, Lucho, Ben Arfa, Valbuena, Osei, N’Doumbou
- Attaquants : Niang, Brandao, Koné, Samassa

## Recrutement

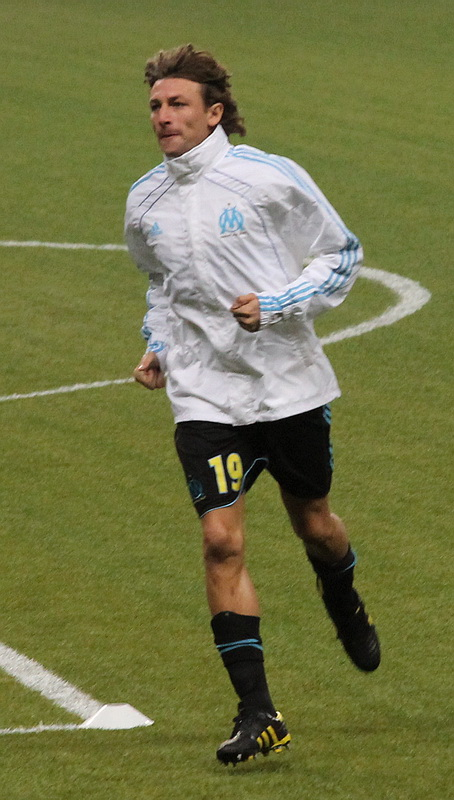
Lors du mercato, le club marseillais enregistre la recrue de l'ancien parisien Gabriel Heinze.

Le 31 juillet 2009, Gabriel Heinze est présenté à la presse. L'OM enregistre l'arrivée du défenseur argentin en provenance du Real Madrid contre une indemnité de 1,5 million d'euros. À 31 ans, l'ancien joueur parisien signe un contrat de trois ans avec le club rival.

### Début de saison
L'Olympique de Marseille entre dans le championnat avec une confrontation contre le promu Grenoble Foot 38 dans le nouveau Stade des Alpes. Malgré l'indisponibilité de Lucho González et la suspension de Stéphane Mbia, Marseille marque dès la deuxième minute à la suite d'une série de dribbles de Mamadou Niang qui conclut par une frappe qui bat Jody Viviani. D'une frappe de loin, Benoît Cheyrou aggrave l'écart au score à l'heure de jeu.
Le weed-end suivant, l'OM doit accueillir le LOSC Lille Métropole au stade Vélodrome mais celui-ci est impraticable et les deux équipes doivent s'affronter à Montpellier au stade de la Mosson. Le Brésilien Brandão marque en début de rencontre pour les Marseillais qui conserve cette avance jusqu'au coup de sifflet final, aidé par l'exclusion du Lillois Mathieu Debuchy à la 64e minute.
Les rencontres de championnat s'enchaînent en ce mois d'août et l'équipe marseillaise doit dès la semaine suivante se déplacer au stade de la route de Lorient pour jouer contre le stade rennais. La défense des Olympiens s'incline pour la première fois de la saison après que Jérôme Leroy ne transforme le pénalty sifflé par Philippe Malige avant la mi-temps. Au retour de la mi-temps, Mamadou Niang égalise pour l'Olympique de Marseille. Le score n'évolue plus et les deux équipes obtiennent le point du match nul.
Lors de la quatrième journée de Ligue 1, l'Olympique de Marseille est opposé aux Girondins de Bordeaux, champion de France en titre. Le match, joué au stade Vélodrome le 30 août 2009 est l'occasion de rendre hommage à l'ancien actionnaire du club Robert Louis-Dreyfus décédé le 4 juillet 2009. Les joueurs de l'OM arborent un maillot spécial blanc et noir avec l'inscription « Merci RLD » inscrite dessus,.
Le 8 novembre, l'Olympique de Marseille se déplace au stade de Gerland pour rencontre l'Olympique lyonnais. Mené dès la troisième minute par l'OL, Marseille égalise grâce à une tête puissante de Souleymane Diawara à la 12e minute. Deux minutes plus tard, Sidney Govou marque pour Lyon d'une frappe du pied gauche en lucarne. Juste avant la mi-temps, Benoît Cheyrou inscrit un but pour l'OM d'une frappe lointaine sur laquelle l'international français Hugo Lloris commet une faute de main. Le score à la mi-temps est de 2 à 2, mais il évolue en faveur des marseillais dès le retour de la mi-temps grâce à une demi-volée de Bakari Koné qui bat à nouveau Lloris. À la 80e minute, Brandão donne un avantage de deux buts à Marseille, vite réduit par un but de l'attaquant vedette lyonnais Lisandro López. Trois minutes plus tard, ce dernier égalise sur pénalty et l'Olympique lyonnais prend même l'avantage dans les arrêts de jeu sur un but de Michel Bastos. Mais l'OM repart à l'attaque et pousse Jérémy Toulalan à marquer contre son camp. Les deux équipes se séparent sur le score de 5 à 5.
Lors du derby contre le Paris-Saint-Germain, lors de la 10e journée jouée seulement le 20 novembre après un report, l'OM domine l'équipe parisienne sur le score de 1 à 0 sur un but inscrit par Gabriel Heinze sur coup de pied arrêté.

### Victoire en Coupe de la Ligue

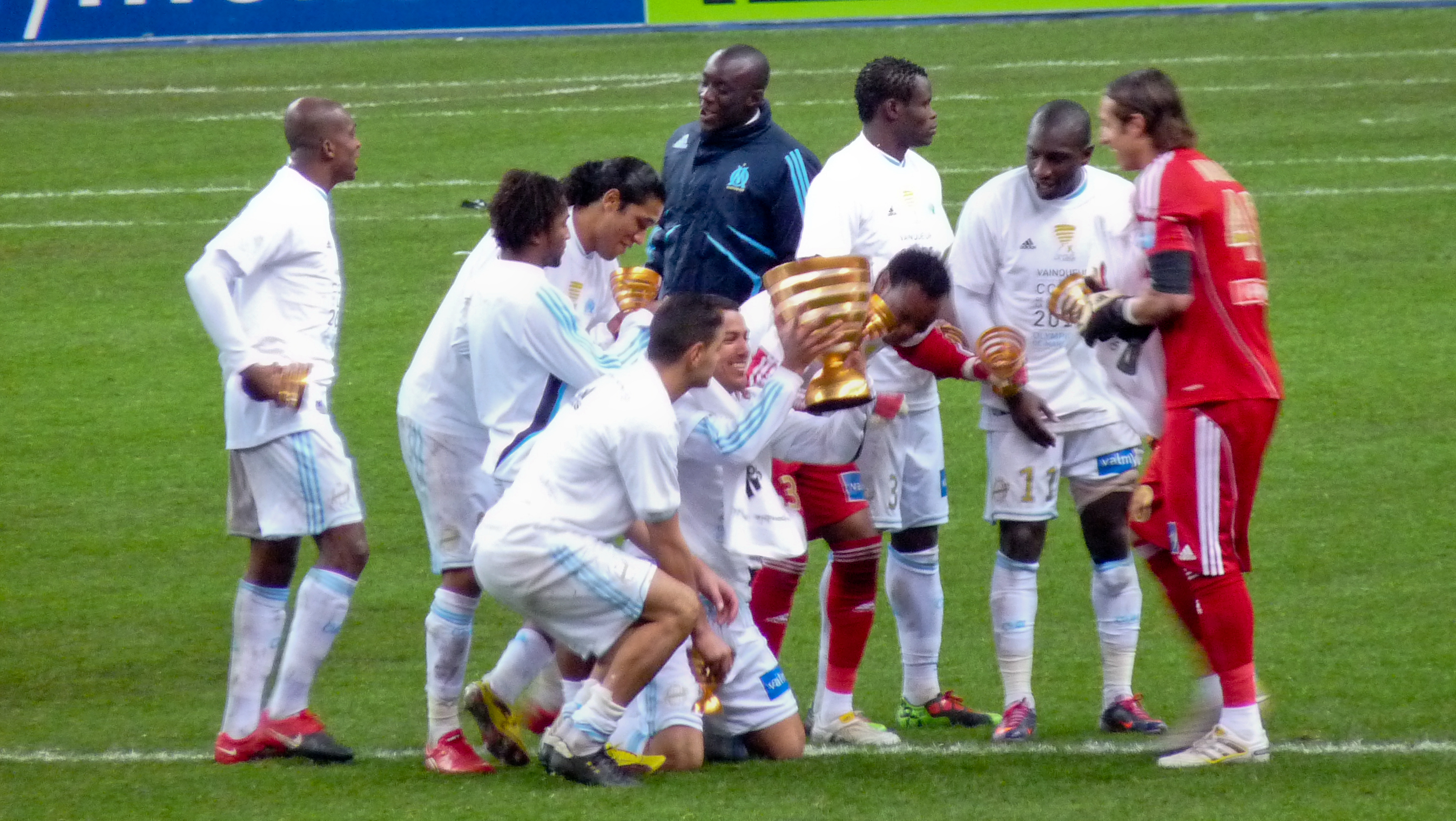
L'Olympique de Marseille remporte la Coupe de la Ligue 2010.

L'Olympique de Marseille termine la première demi-saison avec 32 points. le mois de janvier est satisfaisant: 4 victoires (0-2 à Trélissac, 2-3 à Saint-Étienne, 2-1 contre Le Mans et 2-1 contre Lille), 1 nul (1-1 à Bordeaux) et 1 défaite (2-0 à Montpellier). Au début de février, l'OM joue les 1/2 finales de la Coupe de la Ligue face à Toulouse et obtient le billet pour la finale grâce à un doublé de Brandao (1-2). Il s'ensuit une victoire cruciale face à Valenciennes (5-1) mais une élimination trois jours plus tard, à Lens pour les 1/16 de finale de la coupe de France (3-1). L'OM continue malgré tout à briller en championnat en s'imposant à Monaco (1-2), à Copenhague (1-3) pour les 1/16 de finale de Ligue Europa (le score du match retour sera le même) et remonte la pente en Ligue 1 avec une victoire face à Nancy (3-1) et au Parc des Princes (0-3). L'OM concède 2 nuls contre Lorient et Toulouse (1-1) et quitte la scène européenne après la défaite contre le Benfica. Le samedi 27 mars, l'OM joue la première finale de Coupe de la Ligue de son histoire et s'impose face à Bordeaux (3-1), une importante victoire qui met donc fin à une série de 17 ans sans titre majeur (sans compter la Ligue 2 en 1995 et la coupe Intertoto en 2005). Bref, que dire de plus : l'OM est 4e de Ligue 1 avec 56 points et 2 matchs de retard.

### Série de victoires
Le 4 avril, les Olympiens dominent le Racing Club de Lens 1 à 0 grâce à un but de Brandao. Cette rencontre est marquée par l'expulsion de Stéphane Mbia, le premier carton rouge du club en Ligue 1 lors de la saison 2009-2010.
Trois jours plus tard, Marseille et Sochaux sont les seules équipes à jouer alors que Bordeaux et Lyon se rencontraient en quart de finale de la Ligue des Champions. Ce match de 14e journée de Ligue 1 avait été reporté et c'est sous la pluie que les Marseillais prennent la tête du classement du championnat de France. À domicile, dans un stade Vélodrome où seuls 28 000 spectateurs ont pris place, les Olympiens gagnent le match 3 à 0 grâce à des buts d'Heinze, Ben Arfa et Koné.
L'OM confirme sa bonne série au stade Vélodrome en dominant largement le rival niçois le 11 avril lors d'un match comptant pour la 32e journée de Ligue 1. Lucho Gonzalez offre trois passes décisives à Koné, et Mbia puis Diawara sur corner. Entre-temps, Valbuena marque un autre but pour confirmer la large victoire 4 à 1 de l'Olympique de Marseille.
En match en retard de la 30e journée, l'OM s'impose à Sochaux dans les dernières secondes grâce à un but de M'Bia à la suite d'un corner de Lucho dévié par Brandao.
Marseille enchaîne une huitième victoire consécutive en battant Saint-Étienne 1 à 0 sur un but de Mathieu Valbuena dès la première occasion des Olympiens. Alors premier avec cinq points d'avance sur son dauphin, l'AJ Auxerre, l'OM se déplace en Bourgogne au stade de l'Abbé-Deschamps pour les jouer. Marseille vise le 0-0, l'obtient et peut être sacré officiellement champion lors de la journée suivante en cas de victoire contre le Stade rennais au Stade Vélodrome dès la 36e journée. Les Marseillais ouvrent le score mais repartent au vestiaire avec un score de parité de 1-1 ; la seconde période tourne inexorablement à l'avantage de l'OM qui l'emporte 3-1 et devient champion de France.

### Fin de saison
Lors du dernier match de la saison, l'OM remporte une dernière victoire en battant Grenoble 2 à 0 grâce au centième but en Ligue 1 du buteur sénégalais Mamadou Niang. Ce but permet à Niang de terminer à la première place du classement des buteurs du championnat de France. Dans les arrêts de jeu, Hatem Ben Arfa marque le deuxième but, son dernier pour le club olympien.

### Célébrations
Le 16 mai 2010, plus de 50 000 personnes célèbrent le titre de champion de France sur le Vieux-Port,.

### Encadrement
- Didier Deschamps

Arrivé avec Didier Deschamps, Guy Stéphan est l'entraîneur adjoint depuis le début de la saison 2009-2010. Organisé et pointu dans la préparation physique, Guy Stephan anime les séances pendant que Deschamps observe du bord du terrain.

## Systèmes de jeu
| \| Mandanda Bonnart Diawara Mbia Heinze Cheyrou E. Cissé Lucho Valbuena Niang Brandão Entr. : Deschamps \| Premier système de jeu utilisé · (4-3-3) |
| Mandanda Bonnart Diawara Mbia Heinze Cheyrou E. Cissé Lucho Valbuena Niang Brandão Entr. : Deschamps                                                |

| Mandanda Bonnart Diawara Mbia Heinze Cheyrou E. Cissé Lucho Valbuena Niang Brandão Entr. : Deschamps |

## Effectif professionnel de la saison
L'effectif professionnel de la saison 2009-2010, entraîné par Didier Deschamps et son adjoint Guy Stéphan, compte 6 joueurs formés au club. 13 joueurs internationaux figurent dans l'équipe, dont 2 français. 

L'entraîneur des gardiens Laurent Spinosi a sous son aile 3 joueurs dont Steve Mandanda, un des actuels gardiens de l'Équipe de France de football. 

Taye Taiwo et Mamadou Niang sont les joueurs ayant évolué le plus longtemps sous les couleurs de l'OM, avec respectivement 212 et 205 matchs au 6 février 2010.

### Joueurs notables
Recruté pour une somme record de 18 millions d'euros, le meneur de jeu argentin Lucho González commence la saison difficilement. Déjà blessé au genou gauche lors de son dernier mois à Porto, sa préparation est arrêtée net à cause d'une blessure à la clavicule lors du match amical de pré-saison contre Saint-Étienne.
Plusieurs footballeurs internationaux font partie de l'effectif : 
- Gabriel Heinze, international argentin, vainqueur aux JO d'Athènes 2004;
- Lucho González, international argentin, vainqueur aux JO d'Athènes 2004;
- Stéphane Mbia, international camerounais, finaliste de la CAN 2008;
- Bakari Koné, international ivoirien, finaliste de la CAN 2006;
- Fernando Morientes, international espagnol, quart de finaliste de la coupe du monde football de 2002.
- Steve Mandanda, international français.

## Statistiques

### Statistiques collectives
| Compétition         | Débute au tour   | Place ou tour final | Première rencontre | Dernière rencontre | Nombre de matchs |
| Ligue 1             | -                | Champion            | 8 août 2009        | 15 mai 2010        | 38               |
| Ligue des champions | Phase de groupes | Phase de groupes    | 15 septembre 2009  | 8 décembre 2009    | 6                |
| Ligue Europa        | 1/16 de finale   | 1/8 de finale       | 18 février 2010    | 18 mars 2010       | 4                |
| Coupe de la Ligue   | 1/8 de finale    | Vainqueur           | 13 janvier 2010    | 27 mars 2011       | 4                |
| Coupe de France     | 1/32 de finale   | 1/16 de finale      | 10 janvier 2010    | 10 février 2010    | 2                |

#### En Ligue 1
- Meilleur classement : 1er (J14 en retard + J32 + J30 en retard + J33 à 38)
- Pire classement : 8e (J13)
- Plus grand écart de points avec le 2e : + 7 (J36)
- Plus grand écart de points avec le leader : - 12 (J22)
- Plus grande série de victoires : 7 (J29 en retard + J31 + J14 en retard + J32 + J30 en retard + J33 à 38)
- Plus grande série de matchs nuls : 2 (J3-4 / J12-13 / J27-28)
- Plus grande série de défaites : 2 (J7-8)
- Plus grande série de matchs sans défaite : 15 (J23 à 29 + J31 + J14 en retard + J32 + J30 en retard + J33 à 36)
- Plus grande série de matchs sans victoire : 3 (J18 à 20)
- Plus large victoire : 5-1 (contre Valenciennes)
- Plus large défaite : 0-2 (contre Auxerre) / 2-0 (contre Montpellier)
- Plus grande série de matchs en marquant au moins un but : 13 (J23 à 29 + J31 + J14 en retard + J32 + J30 en retard + J33 à 34)
- Plus grande série de matchs sans marquer : 2 (J18-19)
- Rencontre avec le plus de buts marqué par l'OM : 5 (victoire 5-1 contre Valenciennes / nul 5-5 contre Lyon)
- Rencontre avec le plus de buts encaissés par l'OM : 5 (nul 5-5 contre Lyon)
- Rencontre la plus prolifique en buts : 10 (nul 5-5 contre Lyon)
- Rencontre la moins prolifique : 0 (contre Bordeaux, Saint-Etienne et Auxerre)

### Statistiques buteurs
| Place   | Nom                  | Championnat de L1 | Coupe de France | Coupe de la Ligue | Ligue des champions | Ligue Europa | TOTAL des BUTS |
| 1       | Mamadou Niang        | 18 buts           | -               | 1 but             | 1 but               | 2 buts       | 22 buts        |
| 2       | Brandao              | 8 buts            | -               | 4 buts            | 1 but               | -            | 13 buts        |
| 3       | Benoît Cheyrou       | 5 buts            | 2 buts          | -                 | 1 but               | -            | 8 buts         |
| 3       | Lucho González       | 5 buts            | -               | 1 but             | 2 buts              | -            | 8 buts         |
| 5       | Mathieu Valbuena     | 5 buts            | -               | 2 buts            | -                   | -            | 7 buts         |
| 5       | Hatem Ben Arfa       | 3 buts            | 1 but           | -                 | -                   | 3 buts       | 7 buts         |
| 7       | Bakari Koné          | 4 buts            | -               | -                 | -                   | 2 buts       | 6 buts         |
| 7       | Gabriel Heinze       | 4 buts            | -               | -                 | 2 buts              | -            | 6 buts         |
| 9       | Souleymane Diawara   | 4 buts            | -               | 1 but             | -                   | -            | 5 buts         |
| 10      | Taye Taiwo           | 3 buts            | -               | -                 | -                   | -            | 3 buts         |
| 11      | Stéphane Mbia        | 2 buts            | -               | -                 | -                   | -            | 2 buts         |
| 11      | Fabrice Abriel       | 1 but             | -               | -                 | 1 but               | -            | 2 buts         |
| 11      | Vitorino Hilton      | 1 but             | -               | -                 | 1 but               | -            | 2 buts         |
| 11      | Charles Kaboré       | 1 but             | -               | -                 | -                   | 1 but        | 2 buts         |
| 15      | Jordan Ayew          | 1 but             | -               | -                 | -                   | -            | 1 but          |
| 15      | Édouard Cissé        | 1 but             | -               | -                 | -                   | -            | 1 but          |
| 15      | Fernando Morientes   | 1 but             | -               | -                 | -                   | -            | 1 but          |
| #       | contre son camp      | 2 buts            | 1 but           | -                 | 1 but               | -            | 4 buts         |
| Détails | 17 buteurs Olympiens | 69 buts           | 3 buts          | 10 buts           | 10 buts             | 8 buts       | 100 BUTS       |

### Statistiques passeurs

#### Ligue 1
| Classement (club) | Classement (Ligue 1) | Joueur             | Poste     | Nombre de passes | dont ... sur coup de pied arrêté | Une passe décisive toutes les ... |
| ----------------- | -------------------- | ------------------ | --------- | ---------------- | -------------------------------- | --------------------------------- |
| 1er               | 1er                  | Lucho Gonzalez     | Milieu    | 11               | 4                                | 214 min (1er)                     |
| 2e                | 14e                  | Mamadou Niang      | Attaquant | 6                | 0                                | 412 min                           |
| 3e                | 22e                  | Brandao            | Attaquant | 5                | 0                                | 489 min                           |
| 4e                | 30e                  | Fabrice Abriel     | Milieu    | 5                | 3                                | 354 min (3e)                      |
| 5e                | 31e                  | Benoît Cheyrou     | Milieu    | 5                | 4                                | 480 min                           |
| 6e                | 40e                  | Bakari Koné        | Attaquant | 4                | 0                                | 259 min (2e)                      |
| 7e                | 76e                  | Hatem Ben Arfa     | Milieu    | 3                | 1                                | 513 min                           |
| 8e                | 131e                 | Vitorino Hilton    | Défenseur | 1                | 0                                | 857 min                           |
| 9e                | 162e                 | Charles Kaboré     | Milieu    | 1                | 0                                | 1652 min                          |
| 10e               | 176e                 | Taye Taiwo         | Défenseur | 1                | 0                                | 2163 min                          |
| 11e               | 178e                 | Stéphane M'Bia     | Défenseur | 1                | 0                                | 2210 min                          |
| 12e               | 193e                 | Laurent Bonnart    | Défenseur | 1                | 0                                | 2594 min                          |
| 13e               | 218e                 | Souleymane Diawara | Défenseur | 1                | 0                                | 3330 min                          |
| 14e               | 223e                 | Mathieu Valbuena   | Milieu    | 1                | 1                                | 1711 min                          |

### Statistiques individuelles
Aucun joueur de l'effectif ne dispute l'ensemble des 54 matchs officiels de la saison. Parmi les joueurs les plus souvent sur le terrain, Souleymane Diawara ne manque que trois de tous les matchs officiels, tandis que Steve Mandanda est absent à cinq reprises au cours de la saison.
Le meilleur buteur du club en Ligue 1 est Mamadou Niang avec 18 buts. Il est suivi de Brandão avec 8 buts. En championnat, les Olympiens marquent 67 buts, deux buts étant en outre inscrits contre leur camp par des adversaires.
En comptant les deux rencontres de Coupe de France, les quatre rencontres de Coupe de la Ligue, les six rencontres de Ligue des champions et les quatre rencontres de Ligue Europa, Mamadou Niang est également meilleur buteur sur l'ensemble de la saison avec 22 buts. Il est là encore suivi par Brandão avec 13 buts.
| Numéro | Nat. | Nom       | Ligue 1 | Ligue 1     | Ligue 1 | Ligue 1      | Coupe de France | Coupe de France | Coupe de France | Coupe de France | Coupe de la Ligue | Coupe de la Ligue | Coupe de la Ligue | Coupe de la Ligue | Ligue des champions | Ligue des champions | Ligue des champions | Ligue des champions | Ligue Europa | Ligue Europa | Ligue Europa | Ligue Europa | Total | Total       | Total  | Total        |
| Numéro | Nat. | Nom       | M.j.    | But inscrit | Averti  | Carton rouge | M.j.            | But inscrit     | Averti          | Carton rouge    | M.j.              | But inscrit       | Averti            | Carton rouge      | M.j.                | But inscrit         | Averti              | Carton rouge        | M.j.         | But inscrit  | Averti       | Carton rouge | M.j.  | But inscrit | Averti | Carton rouge |
| ------ | ---- | --------- | ------- | ----------- | ------- | ------------ | --------------- | --------------- | --------------- | --------------- | ----------------- | ----------------- | ----------------- | ----------------- | ------------------- | ------------------- | ------------------- | ------------------- | ------------ | ------------ | ------------ | ------------ | ----- | ----------- | ------ | ------------ |
| 2      |      | Bocaly    | 4       | 0           | 2       | 0            | 1               | 0               | 0               | 0               | 0                 | 0                 | 0                 | 0                 | 1                   | 0                   | 0                   | 0                   | 0            | 0            | 0            | 0            | 6     | 0           | 2      | 0            |
| 3      |      | Taiwo     | 27      | 3           | 2       | 0            | 1               | 0               | 0               | 0               | 1                 | 0                 | 0                 | 0                 | 4                   | 0                   | 0                   | 0                   | 4            | 0            | 1            | 0            | 37    | 3           | 3      | 0            |
| 4      |      | Rodriguez | 0       | 0           | 0       | 0            | 0               | 0               | 0               | 0               | 0                 | 0                 | 0                 | 0                 | 1                   | 0                   | 1                   | 0                   | 0            | 0            | 0            | 0            | 1     | 0           | 1      | 0            |
| 5      |      | Hilton    | 12      | 1           | 1       | 0            | 2               | 0               | 0               | 0               | 3                 | 0                 | 0                 | 0                 | 2                   | 1                   | 0                   | 0                   | 1            | 0            | 0            | 0            | 20    | 2           | 1      | 0            |
| 6      |      | Cissé     | 32      | 1           | 6       | 0            | 1               | 0               | 0               | 0               | 4                 | 0                 | 1                 | 0                 | 5                   | 0                   | 0                   | 0                   | 3            | 0            | 0            | 0            | 45    | 1           | 7      | 0            |
| 7      |      | Cheyrou   | 32      | 5           | 5       | 0            | 2               | 2               | 0               | 0               | 2                 | 0                 | 0                 | 0                 | 6                   | 1                   | 1                   | 0                   | 4            | 0            | 0            | 0            | 46    | 9           | 6      | 0            |
| 8      |      | Lucho     | 32      | 5           | 3       | 0            | 0               | 0               | 0               | 0               | 4                 | 1                 | 3                 | 0                 | 5                   | 2                   | 0                   | 0                   | 3            | 0            | 1            | 0            | 44    | 8           | 7      | 0            |
| 9      |      | Brandão   | 30      | 8           | 6       | 0            | 2               | 0               | 0               | 0               | 3                 | 4                 | 2                 | 0                 | 6                   | 1                   | 3                   | 0                   | 2            | 0            | 1            | 0            | 43    | 13          | 12     | 0            |
| 10     |      | Ben Arfa  | 29      | 3           | 4       | 0            | 1               | 1               | 0               | 0               | 4                 | 0                 | 0                 | 0                 | 3                   | 0                   | 0                   | 0                   | 4            | 3            | 0            | 1            | 41    | 7           | 4      | 1            |
| 11     |      | Niang     | 32      | 18          | 6       | 0            | 1               | 0               | 0               | 0               | 4                 | 1                 | 1                 | 0                 | 6                   | 1                   | 0                   | 0                   | 3            | 2            | 1            | 0            | 46    | 22          | 8      | 0            |
| 12     |      | Kaboré    | 25      | 1           | 2       | 0            | 1               | 0               | 1               | 0               | 3                 | 0                 | 0                 | 0                 | 3                   | 0                   | 0                   | 0                   | 3            | 1            | 1            | 0            | 35    | 2           | 4      | 0            |
| 14     |      | Koné      | 27      | 4           | 1       | 0            | 1               | 0               | 0               | 0               | 1                 | 0                 | 0                 | 0                 | 4                   | 0                   | 0                   | 0                   | 3            | 2            | 1            | 0            | 36    | 6           | 2      | 0            |
| 15     |      | J. Ayew   | 4       | 1           | 0       | 0            | 0               | 0               | 0               | 0               | 0                 | 0                 | 0                 | 0                 | 0                   | 0                   | 0                   | 0                   | 0            | 0            | 0            | 0            | 4     | 1           | 0      | 0            |
| 17     |      | Mbia      | 27      | 2           | 3       | 1            | 1               | 0               | 0               | 0               | 2                 | 0                 | 0                 | 0                 | 4                   | 0                   | 2                   | 0                   | 3            | 0            | 1            | 0            | 37    | 2           | 7      | 1            |
| 18     |      | Abriel    | 32      | 1           | 1       | 0            | 2               | 0               | 0               | 0               | 4                 | 0                 | 0                 | 0                 | 5                   | 1                   | 0                   | 0                   | 4            | 0            | 0            | 0            | 47    | 2           | 1      | 0            |
| 19     |      | Heinze    | 27      | 5           | 4       | 0            | 0               | 0               | 0               | 0               | 2                 | 0                 | 0                 | 0                 | 6                   | 2                   | 3                   | 0                   | 1            | 0            | 0            | 0            | 36    | 6           | 7      | 0            |
| 21     |      | Diawara   | 37      | 4           | 6       | 0            | 1               | 0               | 0               | 0               | 4                 | 1                 | 0                 | 0                 | 5                   | 0                   | 2                   | 1                   | 4            | 0            | 1            | 0            | 51    | 5           | 9      | 1            |
| 22     |      | Rool      | 2       | 0           | 1       | 0            | 0               | 0               | 0               | 0               | 0                 | 0                 | 0                 | 0                 | 0                   | 0                   | 0                   | 0                   | 0            | 0            | 0            | 0            | 2     | 0           | 1      | 0            |
| 23     |      | Morientes | 12      | 1           | 0       | 0            | 2               | 0               | 0               | 0               | 0                 | 0                 | 0                 | 0                 | 4                   | 0                   | 0                   | 0                   | 1            | 0            | 0            | 0            | 19    | 1           | 0      | 0            |
| 24     |      | Bonnart   | 31      | 0           | 2       | 0            | 1               | 0               | 0               | 0               | 4                 | 0                 | 0                 | 0                 | 4                   | 0                   | 2                   | 1                   | 4            | 0            | 0            | 0            | 44    | 0           | 4      | 1            |
| 27     |      | M'Bow     | 3       | 0           | 0       | 0            | 2               | 0               | 0               | 0               | 2                 | 0                 | 0                 | 0                 | 0                   | 0                   | 0                   | 0                   | 1            | 0            | 0            | 0            | 8     | 0           | 0      | 0            |
| 28     |      | Valbuena  | 31      | 5           | 7       | 0            | 2               | 0               | 0               | 0               | 4                 | 2                 | 0                 | 0                 | 3                   | 0                   | 0                   | 0                   | 3            | 0            | 0            | 0            | 43    | 7           | 7      | 0            |
| 30     |      | Mandanda  | 36      | 0           | 0       | 1            | 2               | 0               | 0               | 0               | 2                 | 0                 | 0                 | 0                 | 6                   | 0                   | 0                   | 0                   | 4            | 0            | 0            | 0            | 49    | 0           | 0      | 1            |
| 32     |      | N'Doumbou | 0       | 0           | 0       | 0            | 2               | 0               | 0               | 0               | 0                 | 0                 | 0                 | 0                 | 0                   | 0                   | 0                   | 0                   | 0            | 0            | 0            | 0            | 2     | 0           | 0      | 0            |
| 40     |      | Andrade   | 3       | 0           | 1       | 0            | 0               | 0               | 0               | 0               | 3                 | 0                 | 0                 | 0                 | 0                   | 0                   | 0                   | 0                   | 0            | 0            | 0            | 0            | 5     | 0           | 1      | 0            |

Dernière mise à jour le 15 mai 2010.

## Aspects juridiques et économiques

### Aspects juridiques

#### Organigramme
Le tableau ci-dessous présente l'organigramme de l'Olympique de Marseille pour la saison 2009-2010.
| Fonction                             | Nom                  |
| ------------------------------------ | -------------------- |
| Président du conseil de surveillance | Vincent Labrune      |
| Président du directoire              | Jean-Claude Dassier  |
| Directeur sportif                    | José Anigo           |
| Responsable du recrutement           | Jean-Philippe Durand |
| Coordinateur sportif                 | Louis Vassallucci    |
| Directeur général                    | Antoine Veyrat       |
| Secrétaire général                   | Cédric Dufoix        |

| Fonction                           | Nom                  |
| ---------------------------------- | -------------------- |
| Directeur de la sécurité           | Guy Cazadamont       |
| Président de l'association OM      | Jean-Pierre Foucault |
| Vice-président de l'association OM | Robert Nazarétian    |

## Affluences
L'affluence moyenne du club à domicile en championnat est de 50 044 spectateurs. Il s'agit de la meilleure affluence du championnat, devant l'Olympique lyonnais et le Paris Saint-Germain qui sont suivis à domicile par une moyenne de 35 766 et 35 114 spectateurs respectivement. À l'extérieur, l'OM est le club le plus suivi du championnat avec 23 845 spectateurs derrière Bordeaux, qui rassemble 23 048 spectateurs en moyenne loin de ses bases.
Le record d'affluence de la saison à domicile de l'Olympique de Marseille (et de la Ligue 1) est réalisé avec la réception des Girondins de Bordeaux : 55 920 spectateurs assistent à la rencontre.
En Coupe de la Ligue, Marseille joue son quart de finale à domicile contre le Lille OSC devant respectivement 19 217 spectateurs, soit la plus mauvaise affluence de la saison. Les rencontres de Ligue ds champions attirent beaucoup plus de monde au stade Vélodrome : 55 434, 56 282 et 557 222 spectateurs assistent aux rencontres internationales contre l'AC Milan, le FC Zurich et le Real Madrid CF. En Ligue Europa, 27 195 spectateurs voient leur club se qualifie contre le FC Copenhague ; ils seront 38 286 lors de la défaite face au Benfica Lisbonne.
Affluence de l'Olympique de Marseille à domicile en championnat,

## Détails des matchs

### Ligue 1

#### Classement final
Marseille termine le championnat à la première place avec 23 victoires, 9 matchs nuls et six défaites. Une victoire rapportant trois points et un match nul un point, le club totalise 78 points soit six de plus que le deuxième du classement, l'Olympique lyonnais. Les Marseillais ont la deuxième attaque du championnat avec 69 buts marqués, et la deuxième défense avec 36 buts encaissés.
L'OM est qualifié directement pour la phase de groupes de Ligue des champions de l'UEFA 2010-2011, ainsi que son dauphin, l'Olympique lyonnais. L'AJ Auxerre, troisième, doit passer par les barrages. Le Lille OSC et le Montpellier HSC, respectivement quatrième et cinquième, obtiennent leur qualification pour disputer la Ligue Europa 2010-2011. Du fait de sa victoire en Coupe de France, le Paris Saint-Germain est lui aussi présent en Ligue Europa. Les trois clubs relégués en Ligue 2 2010-2011 sont Le Mans UC 72, l'US Boulogne Côte d'Opale et le Grenoble Foot 38.
Extrait du classement de Ligue 1 2009-2010
| Rang | Équipe                 | Pts | J  | G  | N  | P  | Bp | Bc | Diff |
| ---- | ---------------------- | --- | -- | -- | -- | -- | -- | -- | ---- |
| 1    | Olympique de Marseille | 78  | 38 | 23 | 9  | 6  | 69 | 36 | +33  |
| 2    | Olympique lyonnais     | 72  | 38 | 20 | 12 | 6  | 64 | 38 | +26  |
| 3    | AJ Auxerre             | 71  | 38 | 20 | 11 | 7  | 42 | 29 | +13  |
| 4    | Lille OSC              | 70  | 38 | 21 | 7  | 10 | 72 | 40 | +32  |
| 5    | Montpellier HSC        | 69  | 38 | 20 | 9  | 9  | 50 | 40 | +10  |

| Ligue des champions, phase de groupes Ligue des champions, tour de barrages Ligue Europa, tour de barrages Ligue Europa, 3e tour de qualification |

#### Rencontres
| Journée | Date                      | Horaire | Adversaire               | Lieu                             | Résultat | Buteurs pour l'OM                                                     | Class. | Ecart de points avec le leader / 2e | Public |
| 1       | Samedi 8 août 2009        | 21 H    | Grenoble Foot 38         | Stade des Alpes                  | 0 - 2    | Niang 2e, Cheyrou 81e                                                 | 4e     | - 0                                 | 19 622 |
| 2       | Dimanche 16 août 2009     | 21 H    | Lille OSC Métropole      | Stade de la Mosson - Mondial 98. | 1 - 0    | Brandão 11e                                                           | 3e     | - 0                                 | 26 965 |
| 3       | Samedi 22 août 2009       | 21 H    | Stade Rennais FC         | Stade de la route de Lorient     | 1 - 1    | Niang 52e                                                             | 4e     | - 2                                 | 28 631 |
| 4       | Dimanche 30 août 2009     | 21 H    | FC Girondins de Bordeaux | Stade Vélodrome                  | 0 - 0    | -                                                                     | 5e     | - 2                                 | 55 920 |
| 5       | Samedi 12 septembre 2009  | 19 H    | Le Mans UC 72            | Stade Léon-Bollée                | 1 - 2    | Niang 14e, Brandão 69e                                                | 4e     | - 2                                 | 16 309 |
| 6       | Samedi 19 septembre 2009  | 21 H    | Montpellier HSC          | Stade Vélodrome                  | 4 - 2    | Lucho 31e, Niang 34e, Cissé 39e, Diawara 50e                          | 3e     | - 2                                 | 52 531 |
| 7       | Samedi 26 septembre 2009  | 19 H    | Valenciennes FC          | Stade Nungesser                  | 3 - 2    | Morientes 13e, Niang 22e                                              | 3e     | - 5                                 | 16 208 |
| 8       | Dimanche 4 octobre 2009   | 21 H    | AS Monaco FC             | Stade Vélodrome                  | 1 - 2    | Niang 86e                                                             | 5e     | - 6                                 | 48 566 |
| 9       | Samedi 17 octobre 2009    | 19 H    | AS Nancy-Lorraine        | Stade Marcel-Picot               | 0 - 3    | Valbuena 5e, Brandão 79e, Abriel 81e                                  | 5e     | - 3                                 | 20 057 |
| 12      | Samedi 31 octobre 2009    | 19 H    | Toulouse FC              | Stade Vélodrome                  | 1 - 1    | Brandão 75e                                                           | 7e     | - 7                                 | 53 340 |
| 13      | Dimanche 8 novembre 2009  | 21 H    | Olympique Lyonnais       | Stade de Gerland                 | 5 - 5    | Diawara 11e, Cheyrou 44e, Koné 47e, Brandão 79e, Toulalan 90+2e (csc) | 8e     | - 6                                 | 38 018 |
| 10      | Vendredi 20 novembre 2009 | 21 H    | Paris Saint-Germain FC   | Stade Vélodrome                  | 1 - 0    | Heinze 25e                                                            | 4e     | - 3                                 | 55 623 |
| 15      | Samedi 28 novembre 2009   | 21 H    | RC Lens                  | Stade Félix Bollaert             | 1 - 0    | -                                                                     | 7e     | - 6                                 | 41 052 |
| 16      | Samedi 5 décembre 2009    | 19 H    | OGC Nice                 | Stade Léo-Lagrange               | 1 - 3    | Niang 19e, Lucho 77e, Koné 86e                                        | 7e     | - 6                                 | 15 047 |
| 17      | Samedi 12 décembre 2009   | 19 H    | US Boulogne CO           | Stade Vélodrome                  | 2 - 0    | Heinze 48e, Taiwo 54e (pen.)                                          | 4e     | - 6                                 | 47 575 |
| 11      | Mercredi 16 décembre 2009 | 19 H    | FC Lorient               | Stade Yves-Allainmat             | 1 - 2    | J. Ayew 68e, Diawara 90+2e                                            | 2e     | - 6                                 | 11 625 |
| 18      | Samedi 19 décembre 2009   | 21 H    | AS Saint-Étienne         | Stade Geoffroy-Guichard          | 0 - 0    | -                                                                     | 2e     | - 8                                 | 27 614 |
| 19      | Mercredi 23 décembre 2009 | 19 H    | AJ Auxerre               | Stade Vélodrome                  | 0 - 2    | -                                                                     | 4e     | - 11                                | 49 966 |
| 20      | Dimanche 17 janvier 2010  | 21 H    | FC Girondins de Bordeaux | Stade Chaban-Delmas              | 1 - 1    | Cheyrou 81e                                                           | 4e     | - 11                                | 32 771 |
| 21      | Mercredi 20 janvier 2010  | 19 H    | Le Mans UC 72            | Stade Vélodrome                  | 2 - 1    | Niang 30e 56e (pen.)                                                  | 4e     | - 11                                | 44 907 |
| 22      | Samedi 30 janvier 2010    | 21 H    | Montpellier HSC          | Stade de la Mosson - mondial 98  | 2 - 0    | -                                                                     | 7e     | - 12                                | 29 051 |
| 23      | Dimanche 7 février 2010   | 21 H    | Valenciennes FC          | Stade Vélodrome                  | 5 - 1    | Lucho 33e, Brandão 43e, Cheyrou 53e, Valbuena 77e, Niang 90+1e        | 5e     | - 9                                 | 46 306 |
| 24      | Samedi 13 février 2010    | 19 H    | AS Monaco FC             | Stade Louis-II                   | 1 - 2    | Niang 37e (pen.), Nkoulou 89e (csc)                                   | 5e     | - 9                                 | 13 063 |
| 25      | Dimanche 21 février 2010  | 17 H    | AS Nancy-Lorraine        | Stade Vélodrome                  | 3 - 1    | Niang 10e, 34e, 67e                                                   | 5e     | - 6                                 | 47 975 |
| 26      | Dimanche 28 février 2010  | 21 H    | Paris Saint-Germain FC   | Parc des Princes                 | 0 - 3    | Ben Arfa 15e, Lucho 55e, Cheyrou 71e                                  | 4e     | - 3                                 | 43 813 |
| 27      | Dimanche 7 mars 2010      | 17 H    | FC Lorient               | Stade Vélodrome                  | 1 - 1    | Niang 43e                                                             | 4e     | - 3                                 | 48 290 |
| 28      | Dimanche 14 mars 2010     | 21 H    | Toulouse FC              | Stadium                          | 1 - 1    | Brandão 30e                                                           | 6e     | - 3                                 | 27 249 |
| 29      | Dimanche 21 mars 2010     | 21 H    | Olympique Lyonnais       | Stade Vélodrome                  | 2 - 1    | Kaboré 68e Taiwo 81e                                                  | 4e     | - 3                                 | 52 557 |
| 31      | Dimanche 4 avril 2010     | 17 H    | RC Lens                  | Stade Vélodrome                  | 1 - 0    | Brandão 22e                                                           | 5e     | - 1                                 | 54 839 |
| 14      | Mercredi 7 avril 2010     | 19 H    | FC Sochaux-Montbéliard   | Stade Vélodrome                  | 3 - 0    | Heinze 9e, Ben Arfa 27e (pen.), Koné 90+2e                            | 1er    | + 2                                 | 48 198 |
| 32      | Dimanche 11 avril 2010    | 21 H    | OGC Nice                 | Stade Vélodrome                  | 4 - 1    | Koné 42e, Mbia 52e, Valbuena 70e, Diawara 74e                         | 1er    | + 2                                 | 51 229 |
| 30      | Mercredi 14 avril 2010    | 20 H    | FC Sochaux-Montbéliard   | Stade Auguste-Bonal              | 0 - 1    | Mbia 88e                                                              | 1er    | + 5                                 | 19 992 |
| 33      | Samedi 17 avril 2010      | 19 H    | US Boulogne CO           | Stade Léo-Lagrange               | 1 - 2    | Valbuena 44e, Taiwo 90+4e (pen.)                                      | 1er    | + 5                                 | 15 242 |
| 34      | Dimanche 25 avril 2010    | 21 H    | AS Saint-Étienne         | Stade Vélodrome                  | 1 - 0    | Valbuena 6e                                                           | 1er    | + 5                                 | 56 056 |
| 35      | Vendredi 30 avril 2010    | 21 H    | AJ Auxerre               | Stade de l'Abbé-Deschamps        | 0 - 0    | -                                                                     | 1er    | + 5                                 | 20 005 |
| 36      | Mercredi 5 mai 2010       | 21 H    | Stade Rennais FC         | Stade Vélodrome                  | 3 - 1    | Heinze 4e, Niang 76e, Lucho 77e                                       | 1er    | + 7                                 | 55 377 |
| 37      | Samedi 8 mai 2010         | 21 H    | Lille OSC Métropole      | Stadium Lille Métropole          | 3 - 2    | Niang 6e, Hilton 45+2e                                                | 1er    | + 5                                 | 17 866 |
| 38      | Samedi 15 mai 2010        | 21 H    | Grenoble Foot 38         | Stade Vélodrome                  | 2 - 0    | Niang 41e (pen.), Ben Arfa 90+2e                                      | 1er    | + 6                                 | 55 808 |

### Ligue des champions
| Date                       | Tour                 | Adversaire     | Lieu                    | Résultat | Buteurs pour l'OM                                                              | Class. | Public |
| -------------------------- | -------------------- | -------------- | ----------------------- | -------- | ------------------------------------------------------------------------------ | ------ | ------ |
| Mardi 15 septembre 2009    | Phase de groupes, J1 | AC Milan       | Stade Vélodrome         | 1 - 2    | Heinze 49e                                                                     | 3e     | 55 434 |
| Mercredi 30 septembre 2009 | Phase de groupes, J2 | Real Madrid CF | Stade Santiago Bernabeu | 3 - 0    | -                                                                              | 4e     | 67 244 |
| Mercredi 21 octobre 2009   | Phase de groupes, J3 | FC Zürich      | Stade du Letzigrund     | 0 - 1    | Heinze 69e                                                                     | 3e     | 22 300 |
| Mardi 3 novembre 2009      | Phase de groupes, J4 | FC Zürich      | Stade Vélodrome         | 6 - 1    | Aegerter 3e (csc), Abriel 11e, Niang 51e, Hilton 80e, Cheyrou 87e, Brandão 90e | 3e     | 56 282 |
| Mercredi 25 novembre 2009  | Phase de groupes, J5 | AC Milan       | Stade San Siro          | 1 - 1    | Lucho 16e                                                                      | 3e     | 49 063 |
| Mardi 8 décembre 2009      | Phase de groupes, J6 | Real Madrid CF | Stade Vélodrome         | 1 - 3    | Lucho 11e                                                                      | 3e     | 55 722 |

| Rang | Équipe                 | Pts | J | G | N | P | Bp | Bc | Diff |
| ---- | ---------------------- | --- | - | - | - | - | -- | -- | ---- |
| 1    | Real Madrid CF         | 13  | 6 | 4 | 1 | 1 | 15 | 7  | +8   |
| 2    | Milan AC               | 9   | 6 | 2 | 3 | 1 | 8  | 7  | +1   |
| 3    | Olympique de Marseille | 7   | 6 | 2 | 1 | 3 | 10 | 10 | 0    |
| 4    | FC Zurich              | 4   | 6 | 1 | 1 | 4 | 5  | 14 | -9   |

### Ligue Europa
Les règles concernant le tirage au sort des seizièmes de la Ligue Europa diffèrent légèrement de celles de la Coupe UEFA : seuls les quatre meilleurs des huit repêchés sont têtes de série. Cependant, l'OM se classe 4e des troisièmes de groupe et obtient donc le droit d'être tête de série, et d'avoir l'avantage de recevoir en dernier.
En tant que tête de série, l'OM affrontera en seizièmes soit un deuxième de groupe de Ligue Europa, soit un des quatre moins bons repêchés : l'Atlético Madrid, le Standard de Liège, le Rubin Kazan, ou le Liverpool FC. L'OM affronte finalement le FC Copenhague qu'il bat 3-1 à l'aller comme au retour et se qualifie pour les huitièmes de finale où il affronte le Benfica Lisbonne, l'OM recevant au match retour.
| Date                  | Tour                      | Adversaire          | Lieu            | Résultat | Buteurs pour l'OM                   | Public |
| --------------------- | ------------------------- | ------------------- | --------------- | -------- | ----------------------------------- | ------ |
| Jeudi 18 février 2010 | Seizième de finale aller  | FC Copenhague       | Parken Stadium  | 1 - 3    | Niang 72e, Ben Arfa 84e, Kaboré 90e | 20 334 |
| Jeudi 25 février 2010 | Seizième de finale retour | FC Copenhague       | Stade Vélodrome | 3 - 1    | Ben Arfa 43e, Koné 62e 78e          | 27 195 |
| Jeudi 11 mars 2010    | Huitième de finale aller  | SL Benfica Lisbonne | Estadio da Luz  | 1 - 1    | Ben Arfa 90e                        | 46 635 |
| Jeudi 18 mars 2010    | Huitième de finale retour | SL Benfica Lisbonne | Stade Vélodrome | 1 - 2    | Niang 70e                           |        |

### Coupe de la Ligue
| Date                     | Tour               | Adversaire                    | Lieu                         | Résultat   | Buteurs pour l'OM                           | Public |
| ------------------------ | ------------------ | ----------------------------- | ---------------------------- | ---------- | ------------------------------------------- | ------ |
| Mercredi 13 janvier 2010 | Huitième de finale | AS Saint-Étienne (L1)         | Stade Geoffroy-Guichard      | 2 - 3      | Brandão 29e 59e, Niang 90+4e                | 15 776 |
| Mercredi 27 janvier 2010 | Quart de finale    | Lille OSC Métropole (L1)      | Stade Vélodrome              | 2 - 1      | Lucho 10e Valbuena 82e                      | 19 217 |
| Mercredi 3 février 2010  | Demi-finale        | Toulouse FC (L1)              | Stadium                      | 1 - 2 a.p. | Brandão 86e 105e                            | 26 548 |
| Samedi 27 mars 2010      | Finale             | FC Girondins de Bordeaux (L1) | Stade de France, Saint-Denis | 3 - 1      | Diawara 61e, Valbuena 67e, Chalmé 77e (csc) | 79 000 |

### Coupe de France
Toute la compétition se déroule en matchs uniques, le club recevant étant désigné par tirage au sort. En trente-deuxième de finale de la Coupe de France, l'Olympique de Marseille rencontre à Périgueux le club du Trélissac Football Club, évoluant en Championnat de France amateur 2, et s'impose logiquement sur le score de 2-0.
Marseille est opposé en seizièmes de finale au Racing Club de Lens, qui lutte alors pour le maintien en Ligue 1. Les Marseillais échouent à ce stade de la compétition, battus sur le score de 3-1.
| Date                     | Tour                      | Adversaire           | Lieu                    | Résultat | Buteurs pour l'OM         | Public |
| ------------------------ | ------------------------- | -------------------- | ----------------------- | -------- | ------------------------- | ------ |
| Dimanche 10 janvier 2010 | Trente-deuxième de finale | Trélissac FC (CFA 2) | Stade Francis-Rongiéras | 0 - 2    | Ben Arfa 15e, Cheyrou 74e | 10 200 |
| Mercredi 10 février 2010 | Seizième de finale        | RC Lens (L1)         | Stade Félix Bollaert    | 3 - 1    | Cheyrou 61e               | 27 044 |

## Galerie d'images

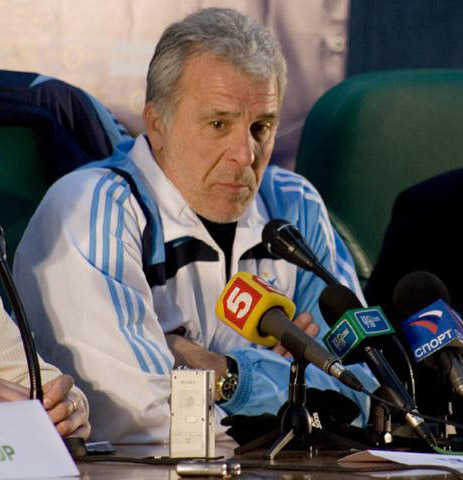
L'intersaison est marqué par le départ d'Eric Gerets
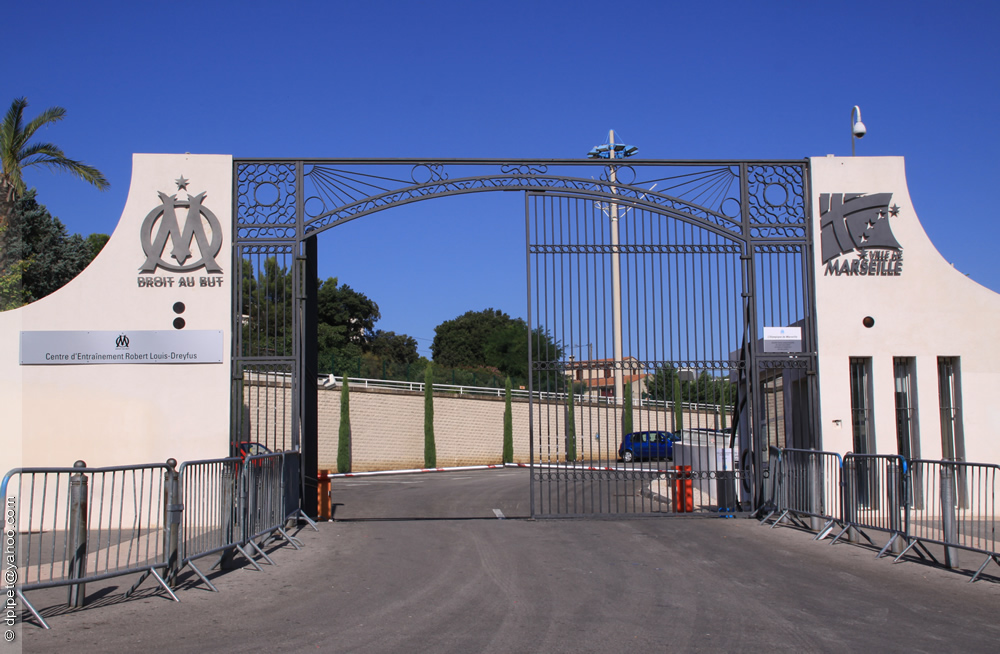
La Commanderie est renommée centre d'entraînement Robert-Louis Dreyfus après le décès du mécène au début de juillet 2009.
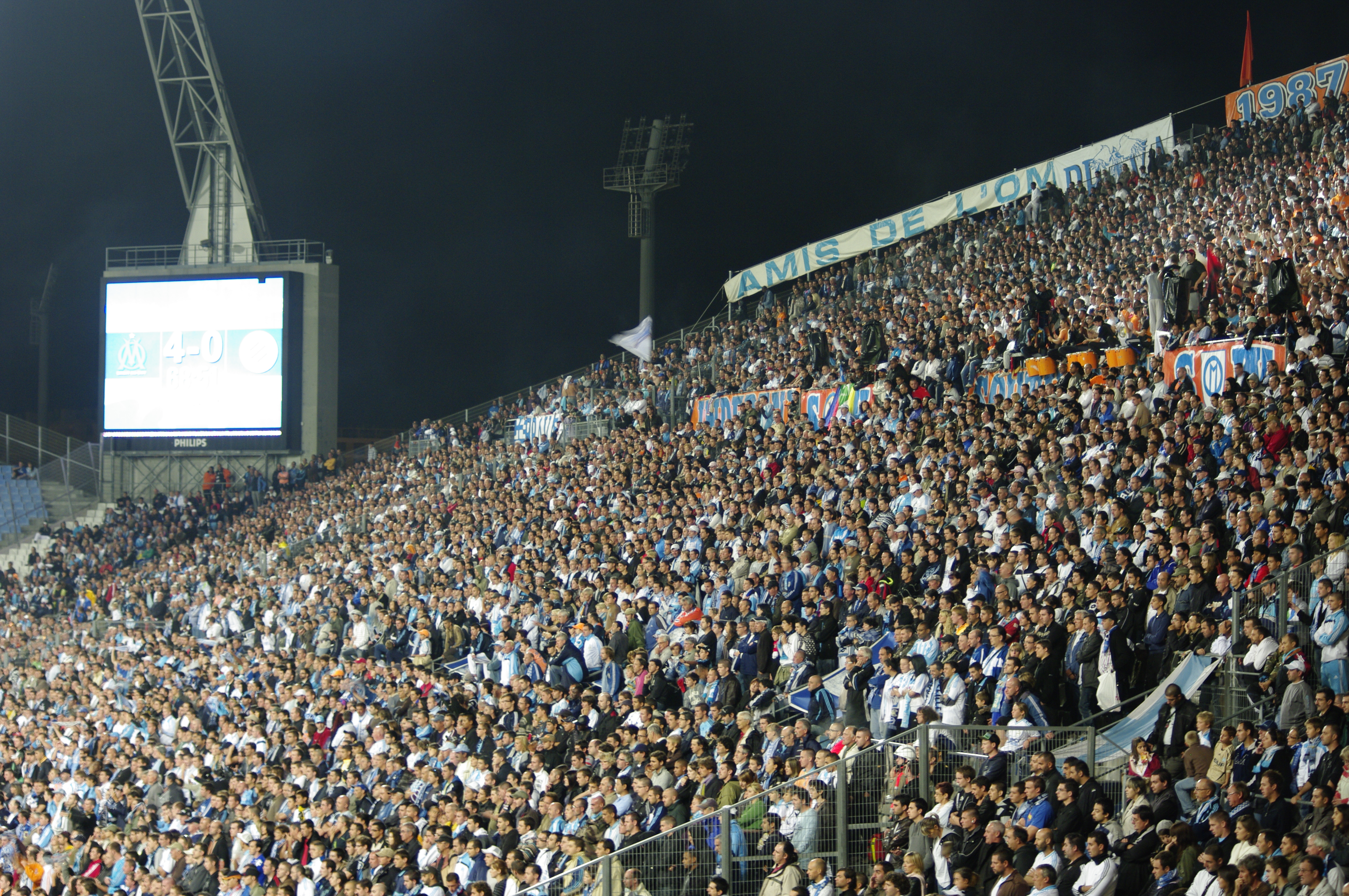
Le 19 septembre, l'OM domine Montpellier HSC 4 à 2.
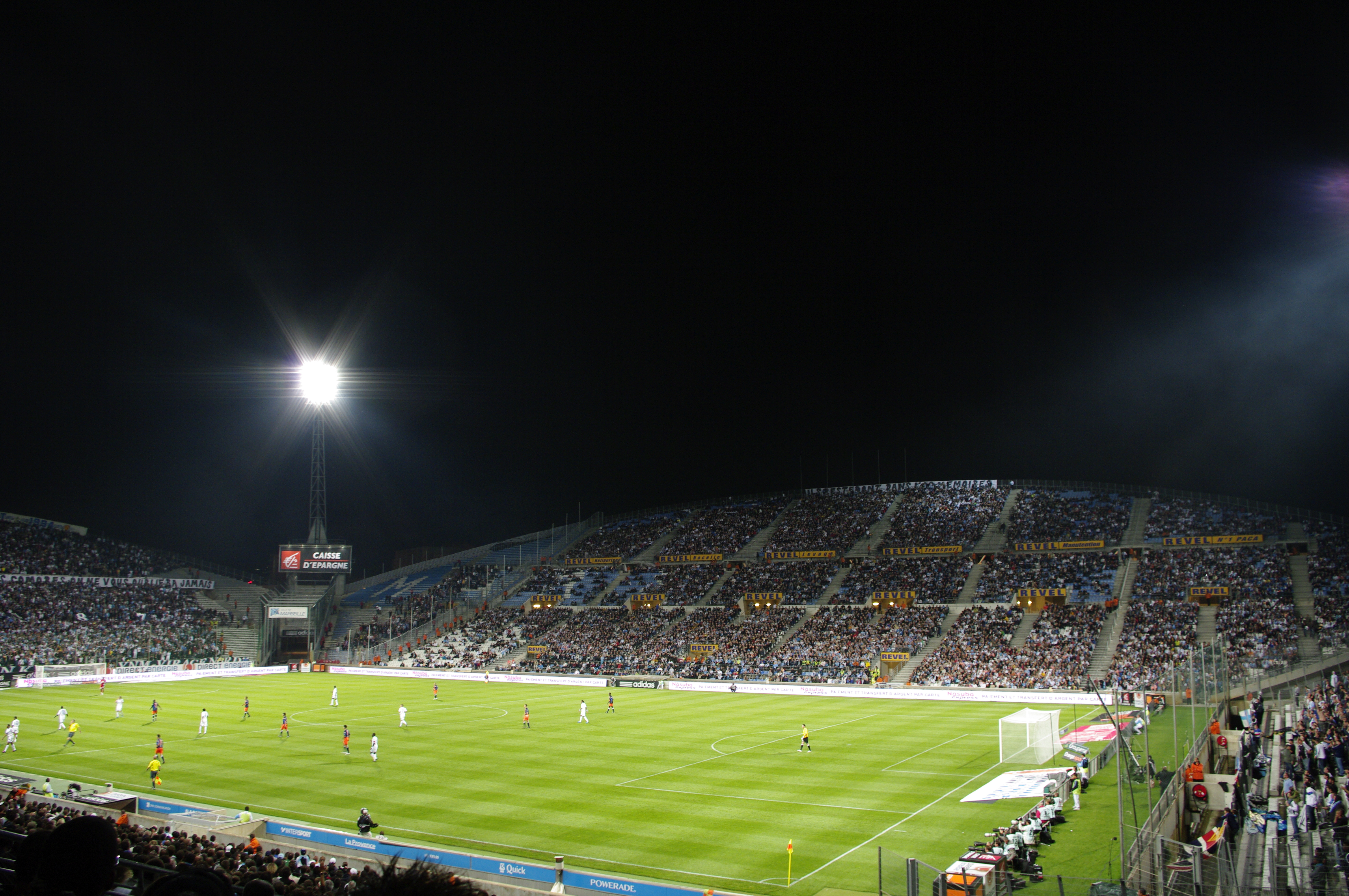
Le stade Vélodrome pendant un match de Ligue 1 en septembre 2009.
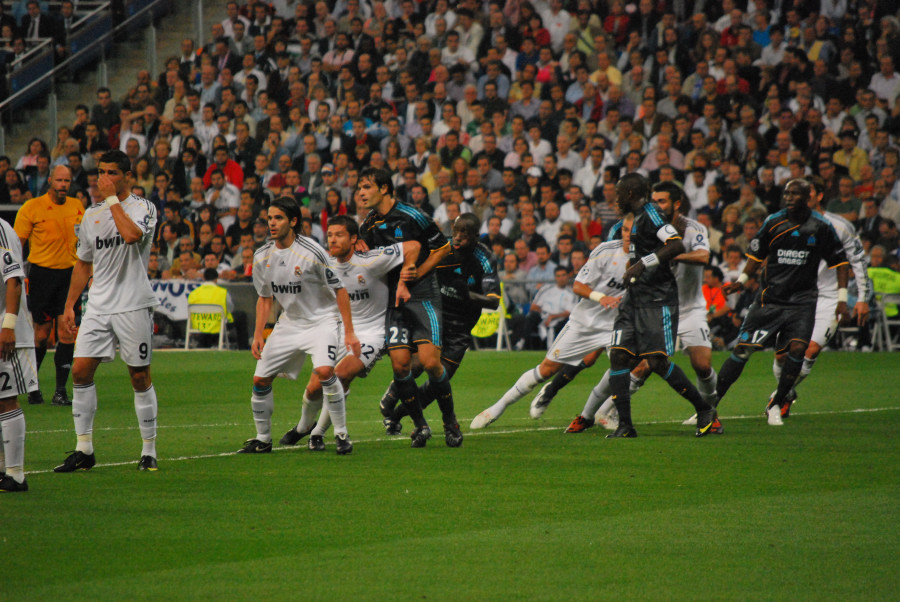
Marseille est dominé 3 à 0 par le Real de Madrid.
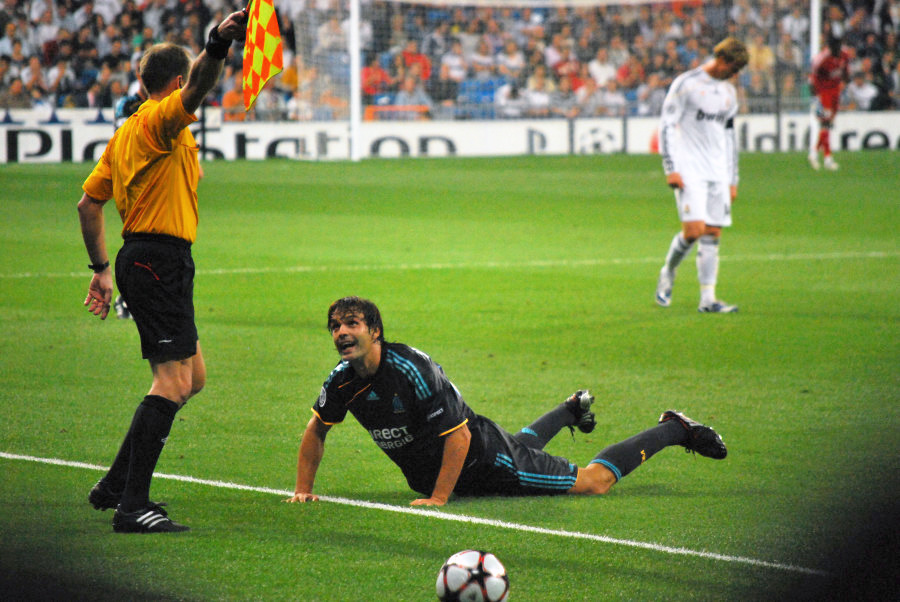
Morientes, ici lors de son retour au Stade Bernabeu, est critiqué pour ses performances moyennes sur le terrain.
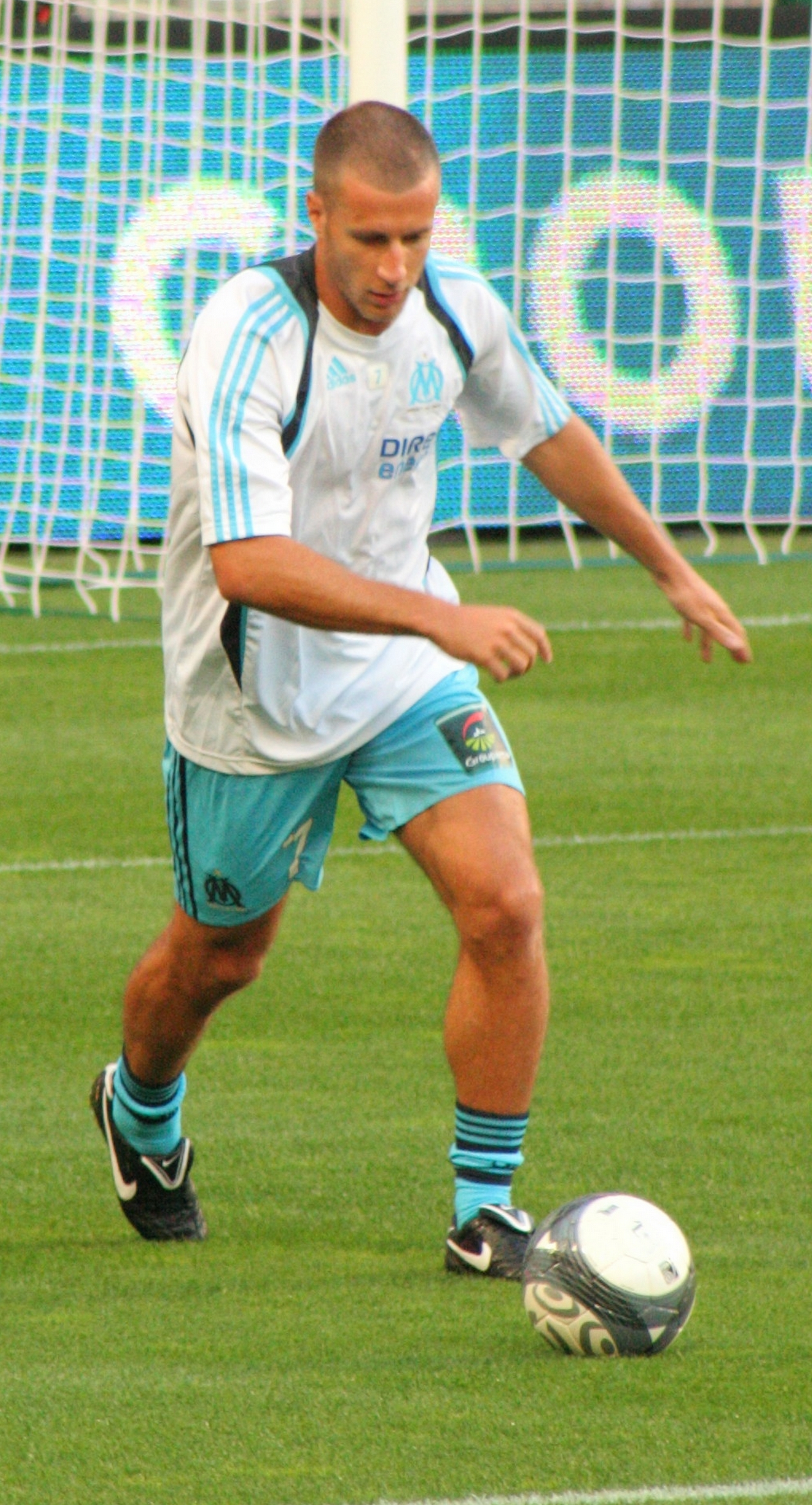
Benoit Cheyrou marque deux buts en Coupe de France mais l'OM est éliminé dès les seizièmes de finale.
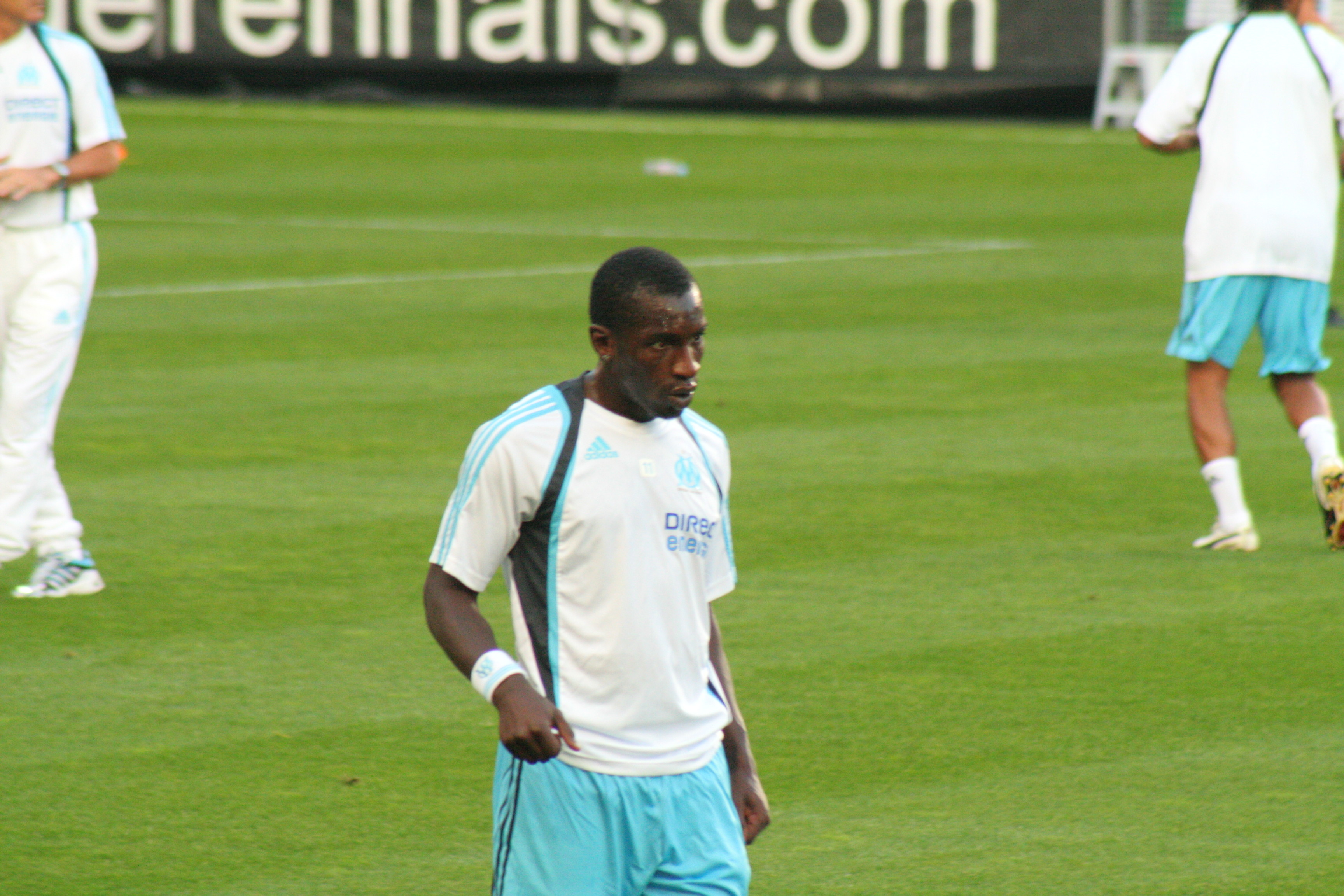
Mamadou Niang termine meilleur buteur du club.
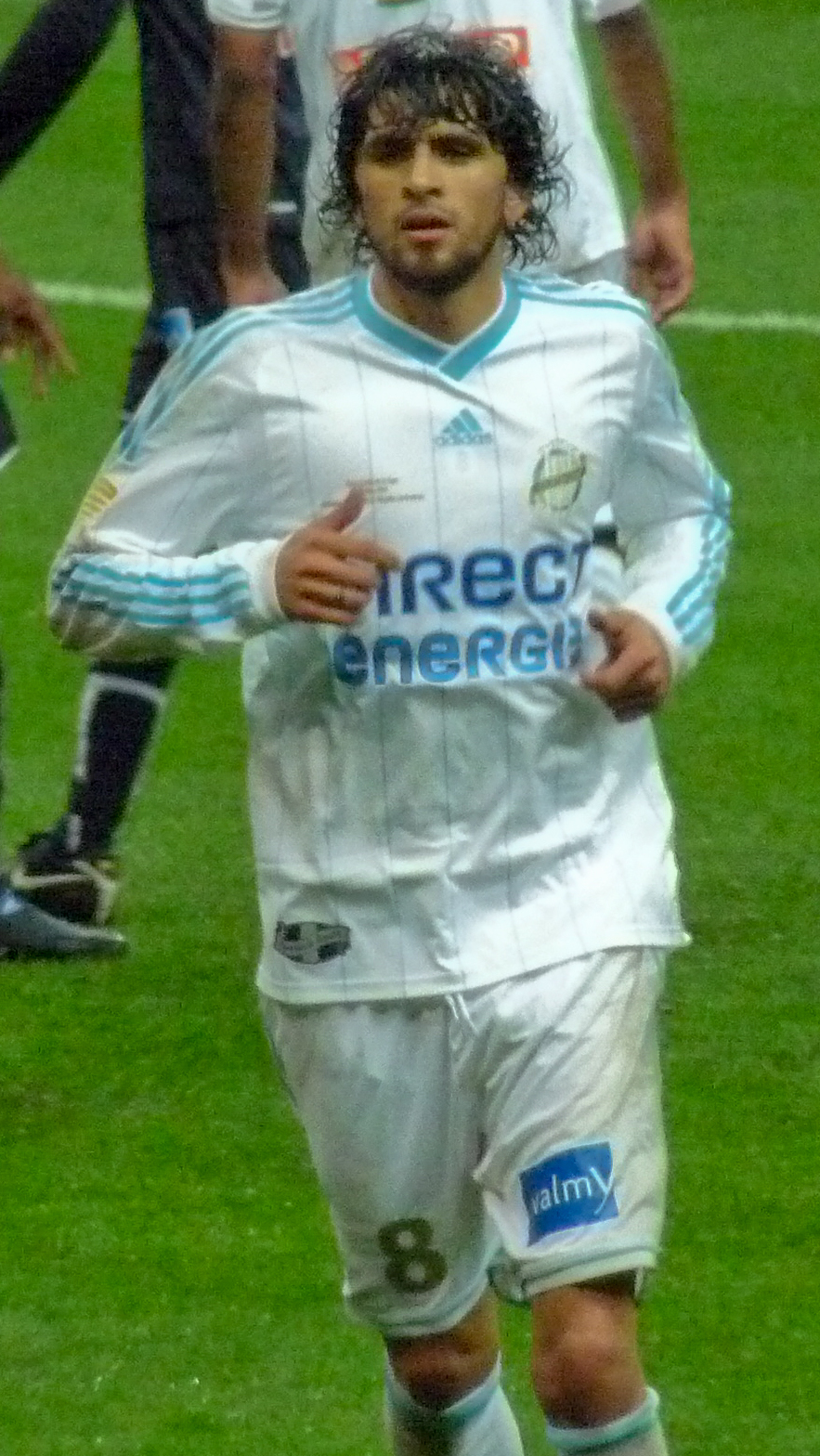
Lucho termine meilleur passeur du championnat de France.